# Lastours
Lastours är en kommun i departementet Aude i regionen Occitanien  i södra Frankrike. Kommunen ligger  i kantonen Mas-Cabardès som ligger i arrondissementet Carcassonne. År 2022 hade Lastours 148 invånare.

## Befolkningsutveckling
Antalet invånare i kommunen Lastours
Referens: INSEE

## Galleri

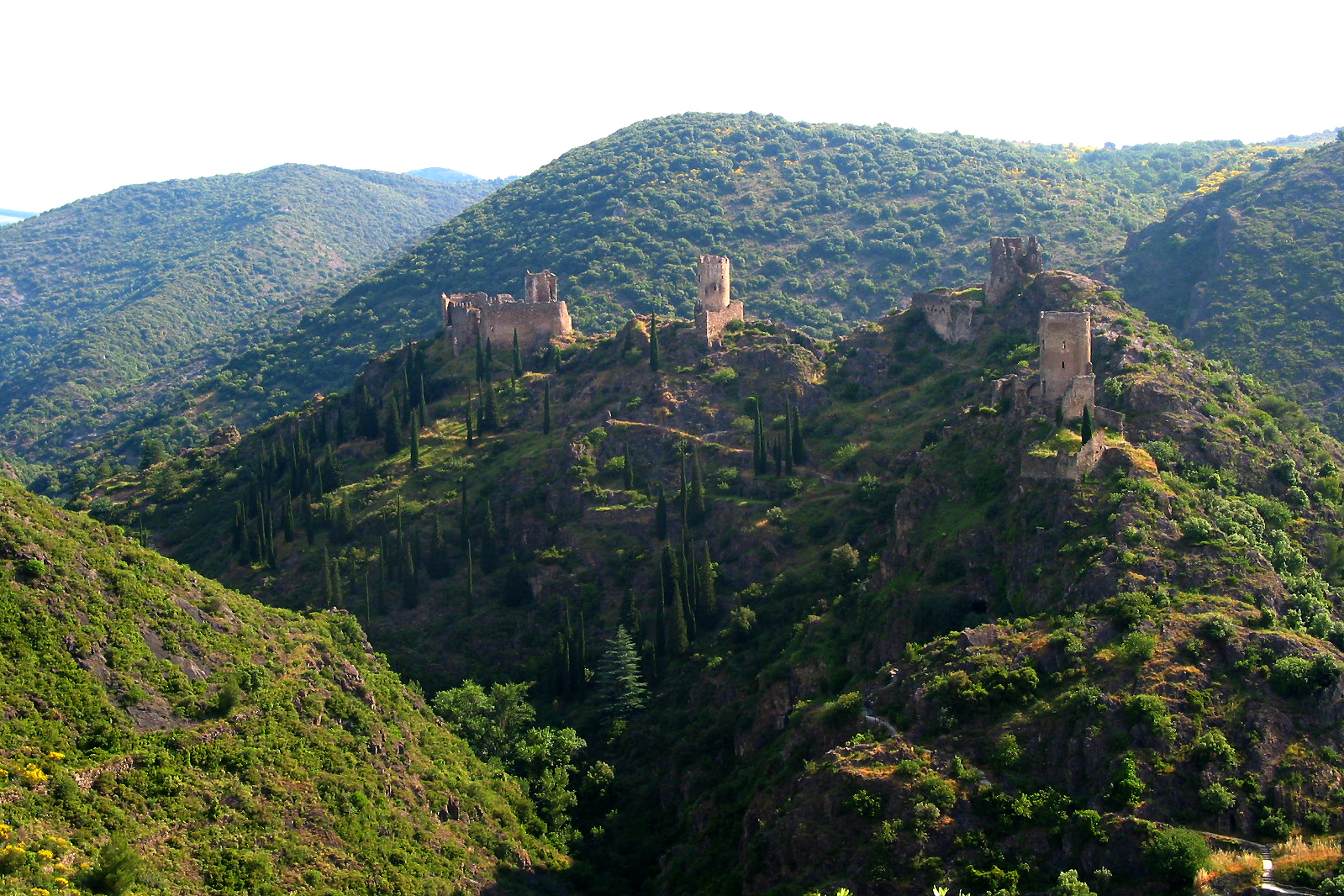
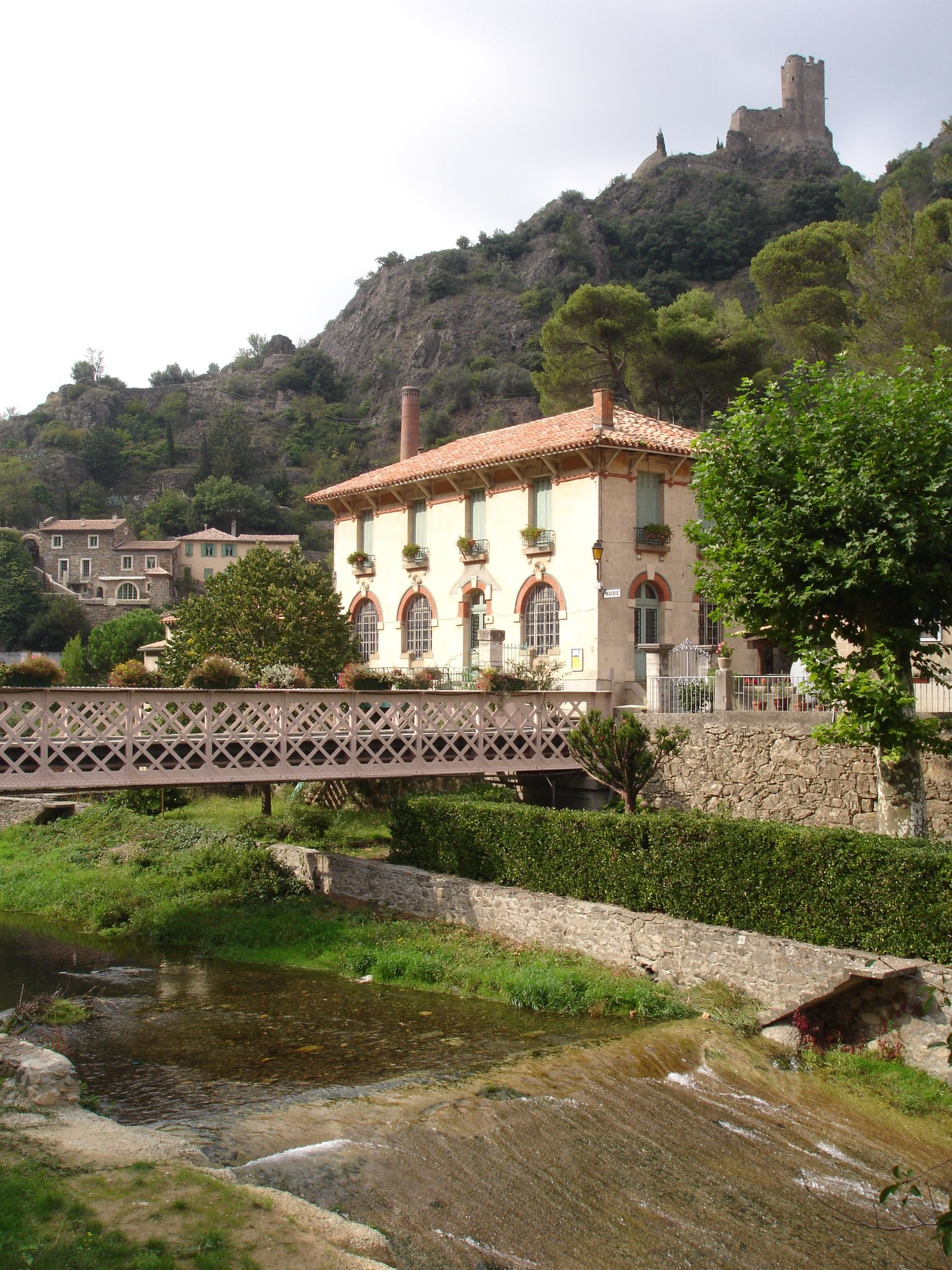